# Laurent Robin
Pour les articles homonymes, voir Robin.
Laurent Robin, né en 1967 à Fontainebleau, est un batteur, compositeur et interprète français.

## Biographie
Laurent Robin joue sur le premier album d’Héléna Noguerra (Bikini) .

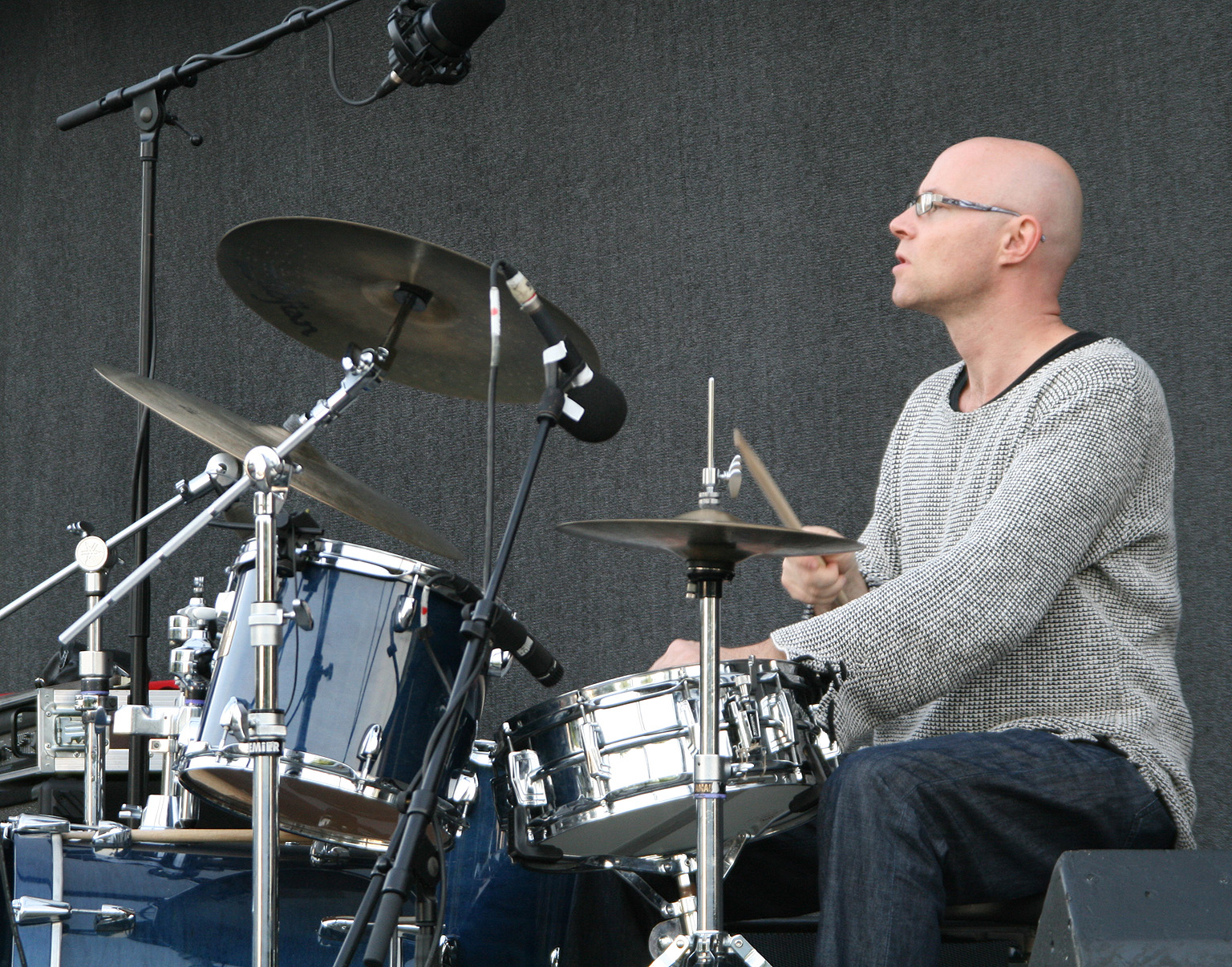
Laurent Robin (2007)

En 2011 naît le premier projet solo de Laurent Robin en tant que compositeur et interprète : Laurent Robin & The Skyriders. Il enregistre l'album Ode to the Doodooda.

## Discographie

### Laurent Robin & The Skyriders
- 2014 : Movie’zz - Laurent Robin & The Skyriders (Breakz / Harmonia Mundi)
- 2011 : Ode to the Doodooda  - Laurent Robin & The Skyriders (La Borie Jazz / Naïve)

### Collaborations
- 2010 : Le Show du chat (Gaga Des Gags D'Oggy)
- 2009 : Docteur Boris et Mister Vian (Diane Tell)
- 2008 : Kangaba (Kouyaté - Neerman)
- 2009 : Dream (Line Kruse)
- 2009 : Stay (DJ Cam Quartet)
- 2007 : Nour (Malouma)
- 2006 : C'est Si Bon (Arielle Dombasle)
- 2006 : The Present (Laurent de Wilde)
- 2006 : Fragile (Marianne James)
- 2006 : Tambours du Bronx (Les Tambours du Bronx)
- 2005 : La Femme du Parfumeur (Michel Jonasz)
- 2004 : Paris Jazz Big Band (Paris 24h)
- 2003 : Négresse Blanche (Arthur H)
- 2003 : By Tassel et Naturel (Fillet of Soul)
- 2003 : Madame L'Existence (Jacques Dutronc)
- 2002 : Soulshine (DJ Cam)
- 2001 : Summer in Paris (Cam)
- 2000 : Bon Voyage (Mathieu Boogaerts)
- 2000 : Hawaï (Java)
- 2000 : Pour Madame X (Arthur H)
- 1999 : B.O.F. inséparables (Arthur H)
- 1999 : Silence (Les Tambours du Bronx)
- 1999 : Etrange (Samdj)
- 2000 : Je Dis Aime (M)
- 2000 : En public (Mathieu Boogaerts)
- 1998 : Le Paradis Paën (Jacques Higelin)
- 1998 : Le Petit Déjeuner sur l'Herbe (Franck Monnet)
- 1998 : Playa (Franck Monnet)
- 1998 : Project: Bikini (Helena Noguerra)
- 1997 : Approche-toi (Dick Annegarn)
- 1997 : Fête Trouble (En Concert) (Arthur H)
- 1996 : Trouble-Fête (Arthur H)
- 1992 : So You Say (Kindred)